# Machiko Hasegawa
Machiko Hasegawa (長谷川町子, Hasegawa Machiko, Taku, 30 januari 1920 – aldaar, 27 mei 1992), was een van de eerste vrouwelijke mangaka's.
Hasegawa begon haar eerste manga Sazae-san in 1946. Vanaf 1949 werd het nationaal uitgegeven door Asahi Shimbun. De strip liep dagelijks in deze krant tot aan Hasegawa's pensioen in februari 1974. Tegen 1995 verkocht Hasegawa's werk meer dan 60 miljoen exemplaren in Japan.

## Leven en carrière
Machiko Hasegawa werd geboren op 30 januari 1920. Op vijftienjarige leeftijd verloor ze haar vader. Na diens dood verhuisde haar familie naar Tokio, waar Hasegawa begon met tekenen. Ze publiceerde verscheidene strips in magazines en kranten. Enkele titels zijn Sazae-san (サザエさん, 1946-1974), Ijiwaru Baa-san (いじわるばあさん, 1966), Apron Oba-san (エプロンおばさん, 1983). Haar manga waren de eersten die consistent doorheen haar werk een vaste lay-out van vier panelen (yonkoma) gebruikten. Later werd dit een veelvoorkomende standaard.
Hasegawa ontving de Orde van de Kostbare Kroon (vierde klasse) in 1990 en de Kokumin Eiyosho-prijs in 1992.
Hasegawa stapte nooit in het huwelijksbootje. In de plaats daarvan woonde ze samen met haar oudere zus Mariko. Beiden waren kunstverzamelaars. Hun collectie bevindt zich in het Hasegawa Machiko Kunstmuseum. Het duo richtte de Shimaisha uitgeverij op, welke 20 miljoen volumes van Hasegawa's strips verkocht.
Hasegawa stierf aan hartfalen op 27 mei 1992, dit op 72-jarige leeftijd. Naar het einde van haar leven toe stopte ze met het publieke leven. Haar dood werd 35 dagen lang geheim gehouden en haar begrafenis vond in private kring plaats, zoals zij dit wenste in haar testament.

## Sazae-san
Sazae-san was een populaire naoorlogse strip die het leven van mevrouw Sazae voorstelde, een fictieve Japanse huisvrouw. In 1955 werd het verhaal verwerkt tot een radiodrama. In 1969 volgde een tekenfilmreeks, welke in 2018 nog steeds loopt.
Hasegawa maakte deel uit van een rechtszaak over het ongeoorloofde gebruik van de Sazae-san-personages door een busbedrijf. Dit resulteerde in een nieuwe wetgeving rond auteursrechten.
- Bibliothèque nationale de France: cb17800464v (data)
- CiNii: DA09041153
- Gemeinsame Normdatei: 137669860
- International Standard Name Identifier: 0000 0000 8411 4945
- Library of Congress Control Number: nr90010463
- Nationale Bibliotheek van Letland: 000095963
- Bibliotheek van het Japanse parlement: 00007982
- Nationale bibliotheek van Australië: 36013003
- Réseau des bibliothèques de Suisse occidentale: 02-A005587422
- Système universitaire de documentation: 189499842
- Trove: 1185425
- Virtual International Authority File: 114323052
- WorldCat: E39PBJv8H7xw699GfwvWmkd84q